# Джума-мечеть (Туркестан)
Джума-мечеть Туркестана (каз. Түркістан жұма мешіті) (вариант написания — Жума-мечеть) — архитектурный памятник в историческом центре казахстанского города Туркестан. Входит в состав государственного историко-культурного заповедника-музея «Азрет-Султан».

## История
По некоторым сведениям, строительство было начато в XVIII веке, но как минимум в дошедшем до наших дней варианте мечеть построена в XIX веке. Аналогичных мечетей в Туркестане ещё в конце XIX века насчитывалось до 40, но в XX веке они были утрачены.
Здание мечети было реставрировано в 1980 году, однако мечеть не действует и по сей день. В настоящее время Джума-мечеть находится в распоряжении одноимённого музея.

## Описание
Джума-мечеть расположена в 160 м к югу от мавзолея Ходжи Ахмеда Ясави, рядом с Большим хильветом. Постройка однозальная, квадратная в плане, с айваном, примыкающим с северного и восточного фасадов. Высота потолков — около 4 м. В центре помещения находится восьмигранная колонна, подпирающая кровлю. Стены сложены из сырцового кирпича. Интерьеры и фасады оштукатурены. Кровля плоская, вассовой конструкции с земляным покрытием.
Оригинальное оформление сохранилось лишь частично. Пространство под потолком украшено декоративными подбалками, опирающимися при помощи резных кронштейнов на стены и центральную колонну. Колонна и потолки окрашены в тёмно-коричневый цвет. На досках карниза присутствуют полихромные растительные орнаменты. Четыре михрабные ниши на айване декорированы росписями с изображением гранатовых кустов с парами голубей над ними по голубому фону. Прочее убранство (в том числе михраба) утрачено.